# Сьвйонтники-Мале
Сьвйонтники-Мале (пол. Świątniki Małe) — село в Польщі, у гміні Мелешин Гнезненського повіту Великопольського воєводства.
Населення — 154 особи (2011).
У 1975-1998 роках село належало до Познанського воєводства.

## Демографія
Демографічна структура станом на 31 березня 2011 року:
|          | Загалом | Допрацездатний вік | Працездатний вік | Постпрацездатний вік |
| -------- | ------- | ------------------ | ---------------- | -------------------- |
| Чоловіки | 63      | 12                 | 47               | 4                    |
| Жінки    | 91      | 21                 | 59               | 11                   |
| Разом    | 154     | 33                 | 106              | 15                   |